# حزب نواندیشان ایران اسلامی
حزب نواندیشان ایران اسلامی در سال ۱۳۸۵ خورشیدی به عنوان حزبی اصولگرا، نوگرا و میانه‌رو، عدالت گرا و آزادی‌خواه  توسط دکترامیر محبیان عضو سردبیری و دبیر سیاسی روزنامهٔ رسالت استراتژیست و نظریه‌پرداز جریان اصولگرا تأسیس شد. این حزب از حاکمیت اخلاق بر سپهر سیاسی جامعه ایرانی دفاع می‌کند و خواهان حل مشکلات جامعه از طریق گفتگوی میان نخبگان سیاسی با هر گرایشی است.
مخالفت با خشونت ورزی در تعاملات سیاسی ونیز تلاش و تأکید بسیار برای حاکمیت عقلانیت، اعتدال و نواندیشی از ویژگی‌هایی است که این حزب را از سایر جریانات سیاسی اصولگرا متمایز می‌کند.
در حوزه دیپلماتیک، نواندیشان خواهان اصلاح تصویر ایجاد شده از ایران در جهان در راستای پیشتازی ایران در میان امت اسلامی با صفات ممیزه صلح جویی، خردورزی و پیشرفت در چارچوب آرمان‌های اسلامی هستند.
نواندیشان از ایرانی پیشرفته، آزاد و مستقل دفاع می کنند که در محیطی مسالمت‌آمیز با همسایگان زیست کند.
نواندیشان معتقدند که رفع فقر و تبعیض در همه حوزه‌های سیاسی؛ اقتصادی و فرهنگی و اجتماعی فقط از طریق ایجاد عدالت امکان‌پذیر است.
حزب نواندیشان ایران اسلامی در دوران ریاست جمهوری حسن روحانی در اعتراض به سیاست اجبار احزاب به تطبیق خود با اساسنامه های جدید از انجام این تطبیق خودداری کرد.

## اعضای هیئت مؤسس

دکتر امیر محبیان مؤسس حزب نواندیشان ایران اسلامی

اعضای هیئت مؤسس حزب متشکل از ۴ نفر :امیر محبیان - غلامحسن محمدی - ابوالفضل کلهر - حسین نوش‌آبادی می‌باشد.

## ارکان تشکیلات حزب
بر اساس اساسنامه مصوب حزب ارکان تشکیلاتی حزب به شرح زیر است:
1. هیئت مؤسس
2. کنگره
3. شورای مرکزی
4. دبیرکل
5. هیئت اجرایی
6. کمیته
7. واحد
8. حوزه

## آرمان‌های حزب

### آرمان‌های عقیدتی
1. ایجاد جامعه‌ای نمونه در پرتو اعتقاد به احکام دین مبین اسلام که معنویت و پاکی در عرصه‌های اندیشه؛ گفتار و کردار شهروندان تجلی یابد و نمونه‌ای از یک جامعه منتظر ظهور حجت بن الحسن را به نمایش گذارد.
2. ایجاد جامعه‌ای که در آن عدالت اسلامی در رفتار حاکمان و شهروندان و نیز رفتار شهروندان با همدیگر نمود یابد و ظلم در همه ابعادش از جامعه ایرانی رخت بربندد.
3. ایجاد کشوری که نظم و تقوا همدوش هم در امور کشور داری جامعه را بسوی ترقی و تعالی مادی و معنوی به پیش برد.
4. دفاع از سنت‌های ارزشمند ملی و دینی در مسیر تحکیم هویت ملی و دینی بدون غلتیدن به دامان کهنه پرستی و دفاع از نوگرایی بدون سقوط در پرتگاه نوپرستی و خودباختگی در برابر غرب.
5. حرکت در مسیر نواندیشی دینی و دفاع خردمندانه و اصولی از دین و منافع ملی
6. اتخاذ خط مشی معتدلانه در اندیشه و کردار سیاسی و اقتصادی و فرهنگی
7. اعتقاد به اندیشه «امت اسلامی» و تلاش برای تحقق آن در سطح جهان با توجه به روش‌های معقول

### آرمان‌های سیاسی
1. حاکمیت نظام مردمسالار دینی در پرتو مدیریت مبتنی بر تفکر اسلامی توسط ولی فقیه عادل، مدیر و مدبر
2. استقلال کامل ایران از تمامی قدرت‌های سلطه گر در مسیر تعالی و تکامل کشور و دفاع از تمامیت ارضی ایران
3. دفاع از آزادی اندیشه؛ سخن و نوشتن؛ انتخاب نمایندگان؛ انتخاب شغل، احزاب و اجتماعات سیاسی در چارچوب قانون اساسی جمهوری اسلامی ایران و قوانین موضوعه در مسیر تعالی کشور
4. دفاع از کرامت انسانی و حرمت جان و مال و ناموس و خانواده همه شهروندان بدون هرگونه تبعیض
5. اعتقاد به استقلال کامل قوا از همدیگر به ویژه استقلال قوه قضاییه از سایر قوا در مسیر دفاع بدون تبعیض از حقوق شهروندان
6. تلاش برای تأمین مسکن، کار، بیمه در همه سطوح و انواع برای همگان و نیز بهداشت و درمان همگانی به گونه‌ای که هیچ ایرانی از پوشش این خدمات به هر دلیلی بیرون نماند.
7. برابری همه شهروندان ایران در برابر قانون بدون استثناء و ایجاد فرصت‌های برابر در زمینه‌های اجتماعی و اقتصادی و نیز فرهنگی
8. حاکمیت فرهنگ تعالی بخش اسلام در تمامی سطوح رفتار سیاسی به صورت اخلاق و ادب سیاسی اسلامی در روابط میان احزاب و مردم و حاکمیت و مردم و احزاب و حاکمیت
9. دفاع از صلح و خلع سلاح جهانی در مسیر تحقق جهانی عاری از خشونت
10. تقویت هویت اقوام در راستای صیانت از هویت ملی

### آرمان‌های اقتصادی واجتماعی
1. مالکیت محترم شمرده می‌شود ولی با تقدم منفعت جمع بر منفعت فرد
2. تقدم رفاه مردم بر سود در کلیه فعالیت‌های اقتصادی که توسط دولت انجام می‌گیرد
3. حاکمیت نظام اقتصادی بازار عدالت گرا که به محدودیت دخالت دولت انجامیده و در همین حال اقتصاد را در شکل کلان به گونه‌ای اداره می‌کند که سرمایه سالاری پدید نیامده و شکاف طبقاتی ظهور نیابد.
4. توسعه کارآفرینی؛ ریشه کن کردن فقر و بیکاری، مدیریت صحیح منابع مالی و انسانی
5. شفاف و قاعده مند کردن نظام اقتصادی کشور برای ایجاد امنیت اقتصادی و نظام بازار عدالت گرا
6. تکوین و تقویت بخش مولد خصوصی و تعاونی برای مردمی کردن اقتصاد
7. ریشه کن کردن گرانی و تورم، حفظ ارزش پول ملی و کنترل نقدینگی در گردش و جلوگیری از کسر بودجه‌های آشکار و پنهان
8. افزایش بهره‌وری در همه حوزه‌ها به ویژه افزایش بهره‌وری در عوامل تولید و مدیریت
9. توجه ویژه به رشد تحقیق و توسعه؛ خلاقیت و توسعه فناوری‌های پیشرفته
10. اولویت بخشی به بخش کشاورزی و روستا از طریق گسترش بیمه درمانی کشاورزان و خانواده‌های آنان، گسترش بیمه محصولات کشاورزی، ایجاد صنایع جانبی و تبدیلی؛ اعتلای کیفیت بسته‌بندی و…
11. مبارزه قاطع با فساد مالی در نظام اداری، رشوه خواری، سوء استفاده از فرصتهای ویژه از طریق حاکمیت قانون و شفافیت نظام اداری و اقتصادی
12. دفاع از حقوق کارگران، کشاورزان؛ اصناف و همه طبقات در مسیر ایجاد عدالت اجتماعی
13. گسترش و پوشش جامع بهداشت به گونه‌ای که هیچ‌یک از آحاد شهروندان ایرانی از این خدمات محروم نمانند
14. تنظیم روابط کارگر و کارفرما در کلیه بخش‌های صنعت، کشاورزی، تجاری و خدماتی به گونه‌ای که بالاترین سطح بهره‌وری با حفظ حقوق کارگران و منافع صاحبان سرمایه توأم گردد
15. ژرفا بخشی به فرهنگ دینی در جامعه از طریق اتخاذ روش‌های علمی و خردمندانه
16. تقویت نهاد خانواده به عنوان کلیدی‌ترین نقطه برای استحکام و تعالی بنیان جامعه
17. توجه ویژه به آموزش و پرورش در جهت اصلاح کنش‌ها و منش‌های مخل تکامل ملی و نیز در راستای تجهیز نسل‌های جدید به آگاهی؛ دانایی و معرفت
18. دفاع از حقوق مشروع زنان به مثابه شهروندان فعال و مؤثر در تعالی ایران

### آرمان‌های فرهنگی
1. گسترش فرهنگ نواندیشی در همه زمینه‌ها
2. تحکیم مبانی ایمانی و اخلاقی جامعه با استفاده از روش‌های علمی
3. تشخیص استعدادهای ایرانیان به‌طور عام و نسل جوان به‌طور خاص و تقویت و پرورش این استعدادها
4. گسترش فرهنگ تعاون و اخوت اسلامی در میان شهروندان و هم قشرها و اقوام
5. احترام به سنت‌های ارزنده دینی و ملی و پاسداری از ادبیات و هنرهای این مرز و بوم و تقویت و ارتقاء جایگاه هنرمندان در کشور
6. تقویت جایگاه خانواده و حفظ حریم آن
7. گسترش فرهنگ انضباط و وظیفه‌شناسی و مسئولیت‌پذیری در امور
8. استحکام بخشی به جایگاه ورزش و تندرستی به عنوان زمینه لازم برای نشاط وسلامت روحی شهروندان